# Кононов, Андрей Юрьевич
Андрей Юрьевич Кононов (род. 11 мая 1960) — советский хоккеист, защитник.
Воспитанник ленинградского СКА. В первенстве СССР начинал играть в команде второй лиги «Судостроитель» Ленинград (1978/79 — 1978/79). В сезоне 1979/80 выступал за фарм-клуб СКА ВИФК, также провёл шесть матчей в высшей лиге. Играл за «Ижорец» (1980/81, 1985/86), «Кристалл» Саратов (1981/82), ВИФК / «Звезду» Оленегорск (1981/82 — 1982/83).
Главный тренер петербургского «Спартака-2» в первой половине сезона 2001/02.